# Schnittstellenkontrolle
Der Ausdruck Schnittstellenkontrolle ist ein Begriff aus dem Transportrecht und bezeichnet die Kontrolle beim Warenumschlag.
Schnittstellenkontrollen müssen beispielsweise gemäß Ziffer 7 ADSp (Allgemeine Deutsche Spediteurbedingungen) immer beim Wechsel von einer Rechtsperson und am Ende jeder Beförderungsstrecke durchgeführt werden. Im Schadensfall muss auf Verlangen des Versenders eine entsprechende Dokumentation vorgelegt werden. Dabei muss jedes Packstück auf Vollzähligkeit und Identität sowie auf äußerlich erkennbare Schäden und Unversehrtheit von Plomben und Verschlüssen überprüft werden. Unregelmäßigkeiten müssen in den Warenbegleitpapieren dokumentiert werden.
Fehlende oder unzureichende Schnittstellenkontrollen können im Falle der frachtrechtlichen Haftung zu der Beurteilung führen, dass ein grob fahrlässiges oder leichtfertiges Verhalten Grundlage für den Schaden war, so dass die ursprünglich vorhandene Haftungsbegrenzung aufgehoben wird und es zu einer betragsmäßig unbegrenzten Haftung kommt.